# Junho (canção)
"Junho" é uma canção da cantora brasileira Daniela Araújo, lançada em junho  de 2015 como o quarto single do álbum Doze, lançado em janeiro de 2017.[carece de fontes?]
A canção fez parte do projeto 'Eu Componho com Daniela Araújo', em que Daniela escreveu músicas a cada mês de 2015 conforme temas sugeridos pelos fãs e internautas. Em junho, o público sugeriu uma música romântica. Parte do público chegou a pedir a participação do então marido da artista, o cantor Leonardo Gonçalves. No entanto, Daniela negou que teria um dueto. A canção trata das crises de relacionamento que o casal enfrentava. Daniela e Leonardo anunciaram divórcio no mesmo ano.

## Faixas
1. "Junho" - 4:01

## Ficha técnica
Lista-se abaixo os profissionais envolvidos na produção de "Janeiro", de acordo com o encarte do disco.
- Daniela Araújo - vocais, composição, produção musical, arranjo
- Jorginho Araújo - produção musical, composição, arranjos, teclados, programações
- Dani Aguiar - baixo
- Tarcisio Buyochi – bateria
- João Carlos Mesquita (Cuba) – mixagem
- David Lee – masterização